# Floridina
Floridina is een mosdiertjesgeslacht uit de familie van de Onychocellidae en de orde Cheilostomatida. De wetenschappelijke naam ervan is in 1881 voor het eerst geldig gepubliceerd door Jules Jullien.

## Soorten
- Floridina antiqua (Smitt, 1873)
- Floridina parvicella Canu & Bassler, 1923
- Floridina proterva Winston, Vieira & Woollacott, 2014